# Чирикі (провінція)
Чирикі (ісп. Provincia de Chiriquí) — одна з провінцій Панами. Адміністративний центр — місто Давид.

## Географія
Розташована в південно-західній частині країни. Межує з провінціями Бокас-дель-Торо і Нґобе-Буґле (на півночі), Вераґуас (на сході), а також з Коста-Рикою (на заході). На півдні омивається водами Тихого океану. Площа провінції становить 6477 км². На території Чирикі розташована найвища точка Панами, вулкан Бару, висота якого становить 3474 м над рівнем моря.
Клімат змінюється від жаркого і вологого в низовинах до прохолодного — на височинах.

## Населення
Населення провінції за даними на 2010 рік становить 416 873 особи.

## Адміністративний поділ
В адміністративному відношенні ділиться на 13 округів:
- Аранха
- Бару
- Бокерон
- Бокете
- Буґаба
- Давид
- Долега
- Гуалако
- Ремедіос
- Ренасім'єнто
- Сан-Фелікс
- Сан-Лоренсо
- Толі

## Економіка
Економіка ґрунтується на сільському господарстві, скотарстві та рибальстві. Останнім часом починає розвиватися туристична галузь.